# Мужинац
Мужинац је насеље у Србији у општини Сокобања у Зајечарском округу. Према попису из 2022. било је 288 становника (према попису из 1991. било је 643 становника).

## Демографија
У насељу Мужинац живи 415 пунолетних становника, а просечна старост становништва износи 50,5 година (49,9 код мушкараца и 51,1 код жена). У насељу има 120 домаћинстава, а просечан број чланова по домаћинству је 3,83.
Ово насеље је великим делом насељено Србима (према попису из 2002. године), а у последња три пописа, примећен је пад у броју становника.
|  |

| Демографија | Демографија | Демографија |
| Година      | Становника  | Становника  |
| ----------- | ----------- | ----------- |
| 1948.       | 922         |             |
| 1953.       | 922         |             |
| 1961.       | 895         |             |
| 1971.       | 835         |             |
| 1981.       | 762         |             |
| 1991.       | 643         | 622         |
| 2002.       | 459         | 480         |

| Етнички састав према попису из 2002.‍ | Етнички састав према попису из 2002.‍ | Етнички састав према попису из 2002.‍ | Етнички састав према попису из 2002.‍ | Етнички састав према попису из 2002.‍ |
| ------------------------------------ | ------------------------------------ | ------------------------------------ | ------------------------------------ | ------------------------------------ |
|                                      |                                      |                                      |                                      |                                      |
| Срби                                 | Срби                                 |                                      | 456                                  | 99,34%                               |
| Мађари                               | Мађари                               |                                      | 1                                    | 0,21%                                |
| Македонци                            | Македонци                            |                                      | 1                                    | 0,21%                                |
| непознато                            | непознато                            |                                      | 1                                    | 0,21%                                |

| Година пописа     | 1948. | 1953. | 1961. | 1971. | 1981. | 1991. | 2002. |
| ----------------- | ----- | ----- | ----- | ----- | ----- | ----- | ----- |
| Број домаћинстава | 180   | 178   | 177   | 171   | 150   | 138   | 120   |

| Број чланова      | 1  | 2  | 3  | 4  | 5  | 6  | 7  | 8 | 9 | 10 и више | Просек |
| ----------------- | -- | -- | -- | -- | -- | -- | -- | - | - | --------- | ------ |
| Број домаћинстава | 16 | 27 | 14 | 20 | 15 | 12 | 10 | 4 | 2 | 0         | 3,83   |

| Пол    | Укупно | Неожењен/Неудата | Ожењен/Удата | Удовац/Удовица | Разведен/Разведена | Непознато |
| ------ | ------ | ---------------- | ------------ | -------------- | ------------------ | --------- |
| Мушки  | 216    | 52               | 127          | 31             | 6                  | 0         |
| Женски | 207    | 28               | 130          | 40             | 9                  | 0         |
| УКУПНО | 423    | 80               | 257          | 71             | 15                 | 0         |

| Пол    | Укупно                    | Пољопривреда, лов и шумарство | Рибарство                            | Вађење руде и камена | Прерађивачка индустрија       |
| ------ | ------------------------- | ----------------------------- | ------------------------------------ | -------------------- | ----------------------------- |
| Мушки  | 120                       | 89                            | 0                                    | 4                    | 2                             |
| Женски | 80                        | 70                            | 0                                    | 0                    | 0                             |
| УКУПНО | 200                       | 159                           | 0                                    | 4                    | 2                             |
| Пол    | Производња и снабдевање   | Грађевинарство                | Трговина                             | Хотели и ресторани   | Саобраћај, складиштење и везе |
| Мушки  | 0                         | 6                             | 4                                    | 3                    | 4                             |
| Женски | 0                         | 0                             | 6                                    | 0                    | 0                             |
| УКУПНО | 0                         | 6                             | 10                                   | 3                    | 4                             |
| Пол    | Финансијско посредовање   | Некретнине                    | Државна управа и одбрана             | Образовање           | Здравствени и социјални рад   |
| Мушки  | 1                         | 0                             | 3                                    | 3                    | 1                             |
| Женски | 0                         | 0                             | 0                                    | 1                    | 2                             |
| УКУПНО | 1                         | 0                             | 3                                    | 4                    | 3                             |
| Пол    | Остале услужне активности | Приватна домаћинства          | Екстериторијалне организације и тела | Непознато            | Непознато                     |
| Мушки  | 0                         | 0                             | 0                                    | 0                    | 0                             |
| Женски | 1                         | 0                             | 0                                    | 0                    | 0                             |
| УКУПНО | 1                         | 0                             | 0                                    | 0                    | 0                             |